# Thomas Frank (ur. 1973)
Thomas Frank (ur. 9 października 1973 w Frederiksværk) – duński piłkarz występujący na pozycji pomocnika oraz trener, obecnie zatrudniony w angielskim klubie Tottenham Hotspur. W trakcie swojej kariery grał we Frederiksværk BK. Jako szkoleniowiec prowadził natomiast takie drużyny, jak reprezentacja Danii do lat 16, reprezentacja Danii do lat 17, reprezentacja Danii do lat 19 , Brøndby IF oraz Brendford